# Fryderyk Adersbach
Fryderyk Adersbach (ur. 21 lutego 1587 w Królewcu, zm. 14 sierpnia 1655 w Gdańsku) – wojskowy w służbie polskiej, podpułkownik.
Był synem kupca z Królewca Andrzeja i Anny Geldern. Służył wojskowo w Danii, Niderlandach, potem w Polsce. W 1626 jako przedstawiciel Wallensteina przybył do Polski i negocjował ewentualną pomoc militarną przeciwko Szwecji. Wkrótce został przyjęty na służbę polską i jako podpułkownik uczestniczył w walkach ze Szwedami w latach 1627–1629. Sprawował m.in. z ramienia polskiego króla komendanturę twierdzy Wisłoujście. Zmarł w Gdańsku 14 sierpnia 1655; poświęcono mu kilka panegirycznych wierszy okolicznościowych w języku niemieckim i po łacinie.
Starszym bratem Fryderyka był Michał Adersbach (ur. 1569 w Królewcu, zm. 1640 w Królewcu), kontynuujący po ojcu zawód kupiecki w rodzinnym mieście. Utrzymywał on regularne stosunki handlowe z Polską, był pośrednikiem polskiego monarchy w kwestiach sprzedaży drewna. Syn Michała Andrzej Adersbach (ur. 1610 w Królewcu, zm. 1660 w Królewcu) pozostawał w pruskiej służbie dyplomatycznej, był sekretarzem księcia pruskiego, potem sekretarzem poselstwa pruskiego i rezydentem w Warszawie; zaprzyjaźniony z poetą i kompozytorem Krzysztofem Kaldenbachem, sam pisywał utwory panegiryczne.